# Tetradracma

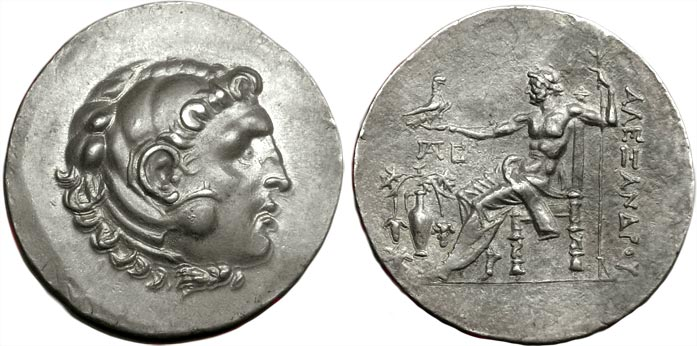
Tetradracma acuñada en la ceca de Temno hacia 188-170 a. C., con Alejandro Magno como Heracles y en el reverso, Zeus sentado.

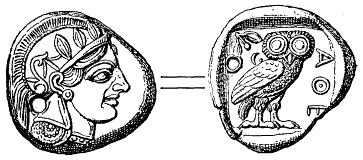
Tetradracma de Atenas del 490 a. C. mostrando la cabeza de Atenea con casco y su mochuelo.

La tetradracma era una antigua moneda griega equivalente a un estátero o a 4 dracmas, y con un peso de unos 17 gramos. Durante el Imperio romano la tetradracma fue la moneda oficial de Egipto y era equivalente a 1 denario.
La tetradracma ateniense del siglo V a. C. fue la moneda de uso más habitual en el mundo griego hasta Alejandro Magno. Figuraba el perfil de Atenea con el casco en el anverso y un mochuelo en el reverso, de aquí que las tetradracmas se llamasen popularmente glaukai (γλαῦκαι), es decir, mochuelos. El reverso de esta moneda es representada hoy en día en la moneda griega de 1 euro.
En la Persia aqueménida (siglos V al IV a. C.), las monedas equivalentes, denominadas medio estátero, siclo médico o siglos, llevaban grabadas la figura de un arquero, las tropas de élite de su ejército, por lo que también se denominaban arqueros, haciendo referencia a que el poder del Imperio persa estaba basado tanto en la fuerza como en la economía.
En cuanto a su pureza, los tetradracmas atenienses de buena época tenían una ley de 0'986 a 0'983 de plata, variando estas proporciones muy poco para otras ciudades y épocas, donde la misma no solía ser menor de 0'900.
Aparte de esto, estas monedas se adulteraban. Se conocen monedas forradas de Metaponto y otras ciudades de la Magna Grecia, siendo monedas fabricadas a partir de un cospel de poco valor (cobre, hierro, plomo, estaño) recubierto de una fina lámina de metal precioso, con el objetivo de hacerla pasar como pieza de oro o plata. Beule comprobó un gran número de ellas entre los magistrados Polemón y Alcetas.
Erróneamente, a veces, es denominada estátera, cuando debería ser estátero, en masculino.

## Historia

### En la Grecia arcaica
La primera serie de monedas en Atenas fue la de piezas con temas supuestamente heráldicos. Esta primera serie dejó paso en el siglo VI a. C. a tetradracmas con la cabeza de Atenea y la lechuza propia de la diosa con las primeras letras del nombre de la ciudad, Athe (fecha aproximada, según fuentes más recientes, estas monedas en concreto se empezaron a acuñar en el 490 a. C., con la aparición en su reverso de una luna menguante y las fases lunares en general). Se convirtió así en un monedaje consagrado a su diosa, patrona de la ciudad. También hay dudas sobre el origen de su emisión que, según hallazgos monetarios, debe ser posterior a la muerte de Pisístrato (527 a. C.), aunque por comparaciones estilísticas podrían llevarse a prototipos de la época de Solón (según otras fuentes, se descarta la posibilidad de que en época de Solón existieran monedas, hace falta más investigación al respecto para cotejar estas informaciones). En el reverso de la moneda la lechuza va acompañada por una rama de olivo. Estas piezas de plata, con anverso y reverso, alcanzaron muy pronto el favor de los usuarios y se convirtieron en moneda acreditada, como atestiguan hallazgos de Egipto o Sicilia. Después de la instauración de la democracia en el 510 a. C., estos tipos monetales no cambiaron durante 300 años. Son los primeros mochuelos, los que se convirtieron después en el sello oficial de Atenas, el símbolo de su divinidad epónima.
Del 506 al 490 a. C., estas monedas adquirieron un marcado desarrollo artístico por la emisión de Clístenes de tedradracmas, dracmas, óbolos y medios óbolos similares a las antiguas monedas, pero con cierta tendencia a esta evolución artística. 
En las ciudades insulares se acuñaban varios tipos de dracmas y monedas con diferentes tipos y emblemas; pero concretamente en Samos, se acuñaban tetradracmas de 13 gramos con el despojo de león y el buey, emblemas de Hera de Samos. 
En Sicilia, una vez sus ciudades fueron colonizadas por los griegos atraídos por la fertilidad de la isla y las posibilidades de comercio, hacia finales del siglo VI a. C. Siracusa comenzó un sistema monetario que se acabó convirtiendo en el más importante de la isla. La tetradracma fue desde el principio la moneda estándar, llevando el emblema típico siracusano: una cuadriga moviéndose con lentitud. El reverso es el principio de carácter tradicional: un cuadrado dividido en cuadrantes con una cabeza diminuta superpuesta. El tipo de la cuadriga llegaría a dominar no solo a los siracusanos, sino también a los demás sistemas monetarios de Sicilia.

### En la Grecia clásica

#### Período de la guerras médicas
Las guerras médicas supusieron un enorme cambio político. Darío I iniciaba sus campañas en el año 512 a. C con pretexto en la revuelta de las ciudades jonias y una serie de monedas de Eubea, Quersoneso, Jonia y Tesalia lo acreditan. Atenas, entre Maratón y Salamina, ganó un dominio que aspiraba a la moneda universal griega: Temístocles como el símbolo político, la tetradracma como el económico, y la Confederación de Delos como el instrumento.

#### El apogeo delsigloV
El apogeo de Atenas hizo que su moneda se convirtiera en la acreditada del Mediterráneo oriental, hasta el punto de que sus monedas se conocieron popularmente como lechuzas, evitándose el cambiar los tipos conocidos por todos, que incorporarán lentamente los cambios estilísticos de arte mayor, saliendo del arcaísmo de las piezas del siglo VI. Los hallazgos de tesoros de moneda ateniense en Egipto y Sicilia muestran la presencia de comerciantes que utilizaban las "pesadas" tetradracmas como moneda internacional, incluso en áreas de excelente moneda propia, como se comprueba con las más de 200 del tesoro de Gela.
Aparte del poder político, la fuerza de la moneda ateniense radicaba en la pureza de la plata de las minas de Laurion. Se inauguró un sistema económico dinerario en el que la plata servía para comprar aprovisionamientos, como el trigo egipcio o siciliano, otorgando mucha importancia a contratistas e intermediarios y a los banqueros. Si esto es válido para las tetradracmas, que se podría calificar de moneda para el exterior, en el interior es preciso contar con una activa circulación de piezas menores.
Para el comercio de la exportación, esta moneda era naturalmente una de las piezas monetarias más señalas de Atenas. Su valor representaba aproximadamente el salario medio de una semana, mientras que la dracma representaba un poder de compra considerable. 
Un caso diferente en su tipo es el de la isla de Rodas, cuyas tres ciudades, Camiros, Lindis y Ialisos, unieron sus esfuerzos para emitir tetradracmas con la imagen de Helios de frente, como dios local, representado más tarde por el famoso "coloso"; una de las siete maravillas de la Antigüedad, manteniendo el tipo parlante de la ciudad: una rosa (los símbolos, llamados tipos monetales, podían utilizarse no solo como escena decorativa de la moneda, sino también para no tener que introducir leyendas en las piezas, siendo lo que se denomina como tipo parlante).
En el Norte del Egeo, con el decreto de prohibición de las acuñaciones locales, algunas ciudades obtuvieron un régimen especial, como ocurrió con Ainos; cuyas tetradracmas con Hermes, la cabra, el rótulo Aini y el símbolo del magistrado anteriores al 499 a. C., se vieron continuadas, suponiéndose como pago para los gastos de las tropas atenienses acantonadas en esta zona de Tracia. 
En Asia Menor, en torno a la mitad de siglo, comenzaron a acuñar los fenicios, primeramente la ciudad de Tiro, después en los últimos decenios, Sidón y Arados. La divinidad principal de Tiro era Melkart, y su cabeza aparece muy frecuentemente en sus emisiones de tetradracmas. El reverso lleva el águila ptolemaica, que va apoyada en una galera, y al nombre de la ciudad se le añaden los títulos de "sagrada e inviolable" (hiera kai asylos) como fórmula de autonomía. Arados ya era independiente después del siglo III o el II, acuñando sus propias tetradracmas.  
En la Magna Grecia, bajo la tiranía de Anaxilas (494-476 a. C.) se produce un cambio en los tiempos de la amonedación; en sus tetradracmas aparecen las bigas de las mulas y la liebre corriendo: la primera haciendo referencia a la victoria lograda por Anaxilas en Olimpia; y la segunda, recuerda a la introducción de la liebre en Sicilia. 
En Siracusa se siguió teniendo la monetización más importante, prosiguiendo con una evolución estilística y continuando con sus emisiones de tetradracmas, ya con la cabeza de Aretusa rodeada de cuatro delfines y la cuadriga. Después de la batalla de Assinaros del año 413 a. C., siendo la ciudad vencedora sobre los atenienses, comenzó a acuñar tetradracmas únicas que llevan en el anverso la cabeza de Aretusa frontal para celebrar la victoria. 
Hacia finales del siglo V, nace un estilo en las monedas de Terina, rodeada de un círculo de hojas de laurel. En el reverso aparece una figura alada sentada sobre una gran ánfora, llevando un caduceo y en la otra mano un pequeño pájaro, recordando las figuras de la balaustrada de Atenea Niké, en la Acrópolis.

### En la Grecia helenística

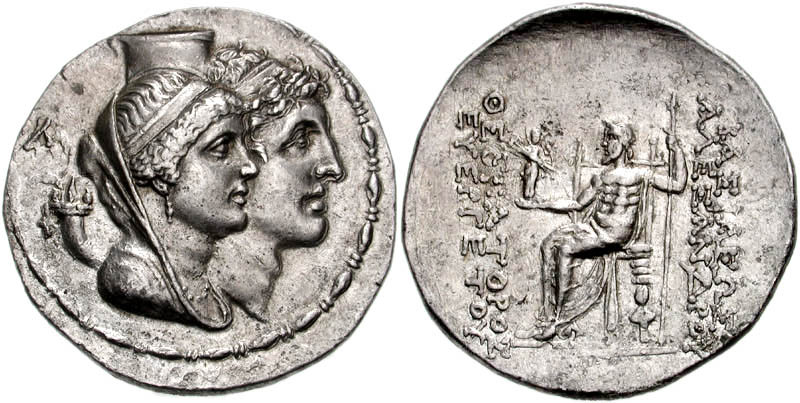
Tetradracma de plata commemorativa del matrimonio de Cleopatra Tea (como Tique), velada, con diadema y cálato, cornucopia sobre su hombro y cabeza de Alejandro, con diadema. Reverso, Zeus Nikephoros sentado y Nike mirando, sosteniendo un rayo.

En la región de Macedonia y en Tracia, hubo una continuidad entre las monedas del siglo V y siglo IV a. C., con una progresión en su estilo. Las tetradracmas de Anfípolis siguieron acuñándose a lo largo del siglo IV, así como Ainos. En la primera, con la figura de Apolo, de tres cuartos. Esta efigie, con la análoga de Ainos, constituye una derivación de la Aretusa y forman los primeros ejemplos de cabeza casi frontal, en la moneda griega. 
Los cambios producidos en el mundo griego con las conquistas de Alejandro Magno y con la posterior división de su Imperio, afectaron fundamentalmente a las emisiones monetarias que hasta entonces habían sido propias de cada polis, con patrones monetarios diferentes y con intentos fallidos de lograr una amonedación general por parte de Atenas; como por ejemplo la acuñación del tetradracma con la cabeza de Zeus en el anverso, pero un águila sobre un rayo y el nombre de Alejandro en el reverso. 
La moneda universal de Alejandro, unificó los pesos y los tipos en el oro, la plata y el bronce. Aunque no todos los talleres acuñaron oro y el mayor número de monedas conocidas de Alejandro son tetradracmas, didracmas o dracmas y sus divisores, salvo los más pequeños, que se acuñaron en bronce; el tipo fue Heracles joven, cubierto con la piel de león, como antecesor mítico de la monarquía macedonia y símbolo con sus "trabajos" de las empresas de Alejandro. El Zeus sentado del reverso es el dios que Filipo II de Macedonia (fallecido en el 336 a. C.) había elegido para el anverso de sus tetradracmas, y era el que más se acomodaba a la posición de Alejandro; Zeus sosteniendo el cetro y un águila, expresaba la llamada a la hegemonía de Grecia. 
Finalmente, el retrato más conocido de Alejandro Magno es el que figura en dicha moneda de Lisímaco, del 297 a. C., representado con los atributos de Zeus Amón, con cuernos de carnero y su cabeza diademada, con lo que se ratifica el carácter divino del rey. En este momento, Alejandro ya había fallecido y estas monedas son de Alejandría.
Una parte del Asia menor, hasta su conquista por Lisímaco, fue el reino de Demetrio Poliorcetes, que dominó el mar entre Egipto y Macedonia, venciendo a Ptolomeo y acuñando tetradracmas con la Niké, en Salamina de Chipre, con los atributos y aspecto de la Niké de Samotracia, sirviendo la moneda para el conocimiento de la parte perdida de la famosa y posterior escultura. También hay otra serie de plata, mostrando un retrato similar de Demetrio y una estatua de Poseidón, con el pie sobre una roca; con la pretensión de ser hijo de Poseidón en contraposición directa a la adopción de Alejandro como hijo de Zeus Amón.  
Otros retratos de Demetrio, como los del taller de Tebas en dicha moneda, representaban una imagen más realista que concuerda con su espíritu fogoso y desenfrenado. El retrato estuvo a la moda en esta época; y después de su fallecimiento, no se volverán a encontrar monedas con esta perfección hasta el final de la dinastía.  
Con el comercio en la época de los Ptolomeos, Egipto acumuló importantes tesoros de tetradracmas desde el siglo IV, al tener un comercio favorable con Atenas por su exportación de sus excedentes de trigo.